# ایسپیک (داغستان)
ایسپیک (به لاتین: Ispik) یک منطقهٔ مسکونی در روسیه است که در داغستان واقع شده‌است.